# بوب إليوت (كوميدي)
بوب إليوت (بالإنجليزية: Bob Elliott)‏ مواليد 26 مارس 1923 في ونشستر، ماساتشوستس، الولايات المتحدة - الوفاة 2 فبراير 2016 في فيبسبورغ، الولايات المتحدة، هو ممثل وكوميدي أمريكي بدأ مسيرته الفنية سنة 1951. امتدت مسيرته الفنية لأكثر من 57 عاما.

## الأعمال

### مسلسلات
- ساترداي نايت لايف (1978)
- أيام سعيدة (1979) (بدور: جيل كروفورد)
- ترابر جون إم دي (1985)
- كينغ أوف ذا هيل (2008) (بدور: إدغار هورنسبي)

## روابط خارجية
- بوب إليوت على موقع IMDb (الإنجليزية)
- بوب إليوت على موقع ألو سيني (الفرنسية)
- بوب إليوت على موقع ميوزك برينز (الإنجليزية)
- بوب إليوت على موقع أول موفي (الإنجليزية)
- بوب إليوت على موقع قاعدة بيانات برودواي على الإنترنت (الإنجليزية)
- بوب إليوت على موقع قاعدة بيانات الأفلام السويدية (السويدية)
- بوب إليوت على موقع إن إن دي بي (الإنجليزية)
- بوب إليوت على موقع قاعدة بيانات الفيلم (الإنجليزية)
- بوب إليوت على موقع كينوبويسك (الروسية)